# Pilar Albarracín
Pilar Albarracín (Aracena, 27 de septiembre de 1968) es una artista española conocida por sus performances, vídeos, dibujos, fotografías, bordados, collages e instalaciones "enfocadas hacia la construcción cultural de la identidad española, especialmente la de la mujer andaluza".
La escritora Paula Achiaga  la nombra como una de las artistas españolas más controvertidas. En palabras de la crítica de arte Rosa Martínez Delgado "Pilar Albarracín desvela el drama de las estructuras de dominación y pone en evidencia la violencia ejercida sobre las mujeres. Pero no lo hace desde un dogmatismo moralista, sino desde la ironía o el sarcasmo de visiones surreales y apropiaciones jocosas".

## Trayectoria artística
La obra de Albarracín examina su cultura y herencia andaluzas, haciendo referencia a la sociedad y sus símbolos. En sus performances incorpora la danza, en especial el flamenco, y el vestuario típico regional. Hay también un componente de erotismo en su obra. Albarracín se interesa por el feminismo y la sociología.
Rosa Martínez escribe que las mujeres representadas por Albarracín "han sido todas utilizadas o abusadas por un sistema que las considera bienes inmuebles o bienes de consumo". Durante sus actuaciones, a menudo se transforma en arquetipos de mujeres españolas, como "campesina, inmigrante, mujer maltratada, ama de casa, bailarina flamenca o cantaora de flamenco”. Gran parte de la obra de Albarracín trata sobre la mujer o situaciones que incluyen mujeres. Por ejemplo "Sangre en la calle" (1992), donde representa mujeres que han sido víctimas de violencia en plena calle.
Con otros medios, Albarracín también emplea la ropa femenina para hacer sus acciones. En su performance de 1999, Tortilla española, la artista cortaba su propio vestido y lo cocinaba en una "ceremonia de auto-inmolación". En 2012, Albarracín creó "mandalas de ropa interior" para prendas originalmente utilizadas por familiares de la artista. La serie se llamó El origen del Nuevo Mundo. La artista comentó cómo la intersección de lo invisible, la ropa interior cotidiana y la naturaleza sagrada del mandala, producían una sensación de ironía.También provocaba la conversación: al pedir a sus familiares y amigos su ropa interior, les indujo a hablar abiertamente sobre su ropa y sus cuerpos.
Aunque su obra no está exenta de seriedad, Albarracín difunde su visión artística como "llena de parodias y tragicomedias que se aproximan al paroxismo catártico". Una de estas piezas es La cabra (2001), donde representa una especie de "danza salvaje" con una bota chorreante.
Otras obras significativas suyas son La Noche 1002/ The Night 1002 (Fotografía en Color; 125 x 186 cm), Lunares, 2004 (Video, Galerie Valloise, Paris) o Prohibido El Cante, 2013 (Fotografía en Blanco y negro; 190 x 125 cm).
Albarracín trata los símbolos folclóricos andaluces con ironía y humor, aunque se muestra a favor de tradiciones no exentas de polémica, como las corridas de toros.

## Exposiciones
Uno de sus primeros trabajos se incluyó en una exhibición colectiva llamada "100%", que tuvo lugar en el Museo de Arte Contemporáneo de Sevilla (hoy integrado en el Centro Andaluz de Arte Contemporáneo) en 1993 comisariada por Mar Villaespesa. "100%" fue considerada la primera exposición feminista celebrada en España. En mayo de 2002, Albarracín participó en la exposición colectiva Argent et valeur -- le dernier tabou  (Dinero y valor -el último tabú), comisariada por Harald Szeemann para el pabellón del Swiss National Bank de Suiza en la Expo.02. El foco de esta exhibición estaba en examinar el valor del dinero en diferentes culturas y sociedades.
El Nuevo Mundo, exposición celebrada en la Galerie Georges-Philippe et Nathalie Vallois de París en 2012, fue el comienzo de su reconocimiento internacional como artista. En ella exhibió mandalas creados con medias que trataban de mostrar la construcción cultural de la mujer española. Volvió a exponerla en el año 2014 en la Galería Javier López & Fer Francés de Madrid.
Entre junio y septiembre de 2016 expuso en el Centro de Arte Contemporáneo de Málaga Ritos de fiesta y sangre en la que recopilaba su obra de los 15 años precedentes.
En su tercera exposición en solitario, La calle del infierno, Albarracín se sumergió en su ciudad natal, Sevilla, y en sus personajes tradicionales. Celebrada de nuevo en la Galerie Georges-Philippe et Nathalie Vallois de París, sus obras se expusieron de marzo a abril de 2015.
En 2017 presentó en la Galerie Georges-Philippe et Nathalie Vallois de París Fandango por venas y arterias, Serie Anatomía Flamenca que consistió en una performance de flamenco tradicional.
Su primera retrospectiva se celebró en el centro de arte Tabacalera Promoción del Arte de Madrid entre noviembre de 2018 y enero de 2019. Con el nombre de Que me quiten lo bailao se recopilaron sus 25 años de creación.
La obra de Albarracín se muestra en las colecciones del Musée d'Art Moderne de la Ville de Paris, el Artium Museum, el Museo de Arte Contemporáneo de Castilla y León, el Centro Andaluz de Arte Contemporáneo de Sevilla, el Centro de Arte Contemporáneo de Málaga y en otras muchas colecciones privadas. En 2005 fue invitada a la Bienal de Venecia y a la Moscow Biennale of Contemporary Art.
Sus creaciones se han exhibido también en lugares como el Macedonian Museum of Contemporary Art en Tesalónica (Grecia), el Contemporary Arts Center de Nueva York, el Centre National d'Art et du Paysage de Vassivière o el Modern Sanat Muzesi de Estambul. Otras exposiciones significativas de Albarracín se celebraron en la Fundación La Caixa (2002), las Reales Atarazanas de Sevilla (2004) y la Maison Rouge en París (2008).
En 2018 participó en la exposición colectiva La NO comunidad organizada por el Ayuntamiento de Madrid en CentrroCentro, donde a modo de ensayo aborda el tema de la soledad en el tardocapitalismo.

## Exposiciones individuales (selección)
2025
- Pilar Albarracín. N'éteins pas la flamme, Musée Goya, Castres, Francia

2024
- Frente a la Rigidez de las Formas, Biblioteca Miguel de Cervantes, Shanghai, China
- Pilar Albarracín. Alta Tensión, Galerie Georges-Philippe & Nathalie Vallois, París, Francia.

2023
- Take a Knife and Open my Heart, American University Museum at the Katzen Arts Center, Washington D.C, EE. UU.

2021
- Acciones peregrinas, Centro Galego de Arte Contemporáneo, Santiago de Compostela, España.

2020
- Pilar Albarracín. No apagues mi fuego, déjame arder, Galerie Georges-Philippe & Nathalie Vallois, París, Francia.

2019
- Pilar Albarracín, MAIIAM Contemporary Art Museum, Comisarios: Kittima Chareeprasit, Eric Bunnag, Jean-Michel Beurdeley Chiang Mai, Tailandia.
- Recuerdos de España (Souvenir d’Espagne) Maison de la Culture d’Amiens, Festival Internacional de Cine, Amiens, Francia.

2018
- Pilar Albarracín qué me quiten lo bailao, Tabacalera Promoción del Arte, Comisaria: Pía Ogea, Madrid, España.

2017
- Extractos de fuego y de veneno, Centro de Cultura Contemporánea La Madraza, Comisaria: Concha Hermano, Universidad de Granada, Granada, España.
- Anatomía Flamenca, Galerie Georges-Philippe & Nathalie Vallois, París, Francia.

2016
- En Sevilla hay que morir, CAS Sevilla. Centro de las Artes de Sevilla. Instituto de la Cultura y de las Artes de Sevilla, Ayuntamiento de Sevilla, Sevilla, España.
- Ritos de fiestas y sangre, CAC Málaga. Centro de Arte Contemporáneo de Málaga, Comisario: Fernando Francés, Málaga, España.
- ¡Viva España!, MACBA Museo de Arte Contemporáneo de Buenos Aires, Comisario: Aldo Rubino, Buenos Aires, Argentina.

2015
- Coreografías para la salvación, Théâtre National de Chaillot, París, Francia.
- La calle del infierno. Galerie Georges-Philippe & Nathalie Vallois, París, Francia.

2014
- Muro de geranios, Musée en Herbe, París, Francia.
- El Nuevo Mundo. Galería Javier López, Madrid, España.
- La Rue des pas perdus, Centre de Photographie de Lectoure, Comisario: François Saint Pierre Lectoure, Francia
- Asnería Musée National Pablo Picasso La Guerre et la Paix, Musées Nationaux du XX° siècle des Alpes-Maritimes Comisario: Maurice Fréchuret, Sarah Ligner Vallauris, Francia.

## Publicaciones
Albarracín fue elegida para participar en la serie Mécénat Altadis en 2002, donde se centró en la identidad y el estatus de la mujer en la cultura andaluza. En este trabajo, la creadora se vale de la ironía para dar sentido a objetos cotidianos como una cazuela o un espejo.
En 2003 publicó Pilar Albarracín y en 2008 Cadencia Mortal, resultado de la exposición que lleva a cabo en París y en la que cuestiona a la sociedad española, los roles tradicionales de género y la identidad sexual a través del vídeo, la performance, la escultura, la fotografía y la instalación.
Publicó Recuerdos de España en 2010 para catalogar su exposición en Tokio, Japón. Utiliza los estereotipos chinos de la cultura española de una manera sarcástica e irónica para revelar la naturaleza problemática del turismo a convertir la cultura andaluza.